# XXIX Congresso do CDS – Partido Popular
O XXIX Congresso do CDS – Partido Popular realizou-se em Guimarães, nos dias 2 e 3 de abril. Nele foram eleitos os órgãos nacionais do partido, bem como o Presidente da Comissão Política Nacional.
O Congresso estava inicialmente marcado para os dias 27 e 28 de novembro de 2021, mas foi adiado em vigor da Crise Política que surgiu do chumbo do Orçamento de Estado para 2022 e consequente marcação de eleições antecipadas. Esta decisão foi feita por um Conselho Nacional que havia sido marcado de urgência e reunido por videoconferência à porta fechada. Isto gerou bastante polémica, tendo várias figuras importantes do partido (como António Pires de Lima e Adolfo Mesquita Nunes, entre outros) deixado o Partido, além de todos os 5 deputados do partido se terem recusado a fazer parte das listas para as legislativas seguintes.
Após os fracos resultados eleitorais em 2022, em que o CDS-PP perdeu toda a sua representação parlamentar, Francisco Rodrigues dos Santos demitiu-se da liderança, não se recandidatando.
Nuno Melo saiu vencedor com 77.5% dos votos, pelo que se tornou o 11.º Presidente do CDS-PP.

## Candidatos à liderança

### Candidatos declarados
| Nome                 | Nascimento | Histórico Político                                                   | Anúncio                 | Ref.          |
| -------------------- | ---------- | -------------------------------------------------------------------- | ----------------------- | ------------- |
| Nuno Melo            |            | Eurodeputado (2009-2024) Deputado pelo Distrito de Braga (1992-2005) | 9 de outubro de 2021    | [ 10 ] [ 11 ] |
| Miguel Mattos Chaves |            | Candidato à Câmara Municipal da Figueira da Foz em 2021              | 19 de fevereiro de 2022 | [ 12 ]        |

### Candidatos retirados
| Nome                           | Nascimento | Histórico Político                                                                          | Anúncio              | Desistência            | Ref.          |
| ------------------------------ | ---------- | ------------------------------------------------------------------------------------------- | -------------------- | ---------------------- | ------------- |
| Francisco Rodrigues dos Santos |            | Presidente do CDS – Partido Popular (2020-2022) Presidente da Juventude Popular (2015-2020) | 1 de outubro de 2021 | 1 de fevereiro de 2022 | [ 13 ] [ 14 ] |
| Nuno Correia da Silva          |            | Deputado pelo Distrito de Lisboa (1995-1999) Presidente da Juventude Centrista (1994-1996)  | 19 de março de 2022  | 2 de abril de 2022     | [ 15 ] [ 16 ] |
| Bruno Filipe Costa             |            | Consultor                                                                                   | 24 de março de 2022  | 2 de abril de 2022     | [ 17 ] [ 16 ] |

## Sondagens

### Nuno Melo vs Francisco Rodrigues dos Santos
| Empresa de sondagens | Data de amostragem | Amostra |                      |               | I. | V. |     |    |      |      |      |
| Empresa de sondagens | Data de amostragem | Amostra | Rodrigues dos Santos | Nuno Melo     | I. | V. |     |    |      |      |      |
| -------------------- | ------------------ | ------- | -------------------- | ------------- | -- | -- | --- | -- | ---- | ---- | ---- |
| Empresa de sondagens | Data de amostragem | Amostra | Intercampus          | 5-11 nov 2021 | I. | V. | 612 | 25 | 45.8 | 29.2 | 20.8 |